# Amphoe Chiang Khong
Amphoe Chiang Khong (Thai: เชียงของ) is een amphoe in de changwat Chiang Rai in het noorden van Thailand.

## Geografie
Het Phi Pan Nam-gebergte en het 1328 meter hoge Doi Luang Pae Mueang-massief, dat ten westen van de plaats Chiang Khong ligt, domineren het landschap van amphoe Chiang Khon. Door de amphoe stromen twee belangrijke rivieren, namelijk de Mekong en de Ing. De Mekong vormt de grens met Laos.
Amphoe Chiang Khong ligt op de grens met Laos. Er varen boten vanaf Chiang Khong naar de overkant, maar ook naar Luang Prabang. Er zijn plannen om een brug over de Mekong van Thailand naar Laos te bouwen. Dit zou de Asian Highway 3, die van Thailand naar Laos gaat, compleet maken.

## Demografie
In amphoe Chiang Khong wonen 62.117 mensen, waarvan 31.018 mannen en 31.099 vrouwen. De amphoe heeft een bevolkingsdichtheid van 74,2 mensen per km².

## Bestuurlijke indeling
Amphoe Chiang Khong bestaat uit zeven tambons, die weer bestaan uit 103 mubans. In de amphoe zijn twee thesaban tambons en er zijn zes TAO's.
| No. | Naam        | Thais   | mubans | Inwoners |  |
| 1.  | Wiang       | เวียง    | 14     | 12.311   |  |
| 2.  | Sathan      | สถาน    | 16     | 9.453    |  |
| 3.  | Khrueng     | ครึ่ง     | 11     | 7.024    |  |
| 4.  | Bun Rueang  | บุญเรือง  | 10     | 7.054    |  |
| 5.  | Huai So     | ห้วยซ้อ   | 23     | 12.562   |  |
| 6.  | Si Don Chai | ศรีดอนชัย | 18     | 8.919    |  |
| 7.  | Rim Khong   | ริมโขง   | 9      | 6.386    |  |

| Aangrenzende districten | Aangrenzende districten | Aangrenzende districten | Aangrenzende districten | Aangrenzende districten |
| ----------------------- | ----------------------- | ----------------------- | ----------------------- | ----------------------- |
|                         |                         |                         |                         | Laos                    |
|                         |                         |                         |                         |                         |
| Chiang Saen             | Wiang Kaen              |                         |                         |                         |
|                         |                         |                         |                         |                         |
| Wiang Chiang Rung       |                         | Khun Tan                |                         | Phaya Mengrai           |